# René Gerrits

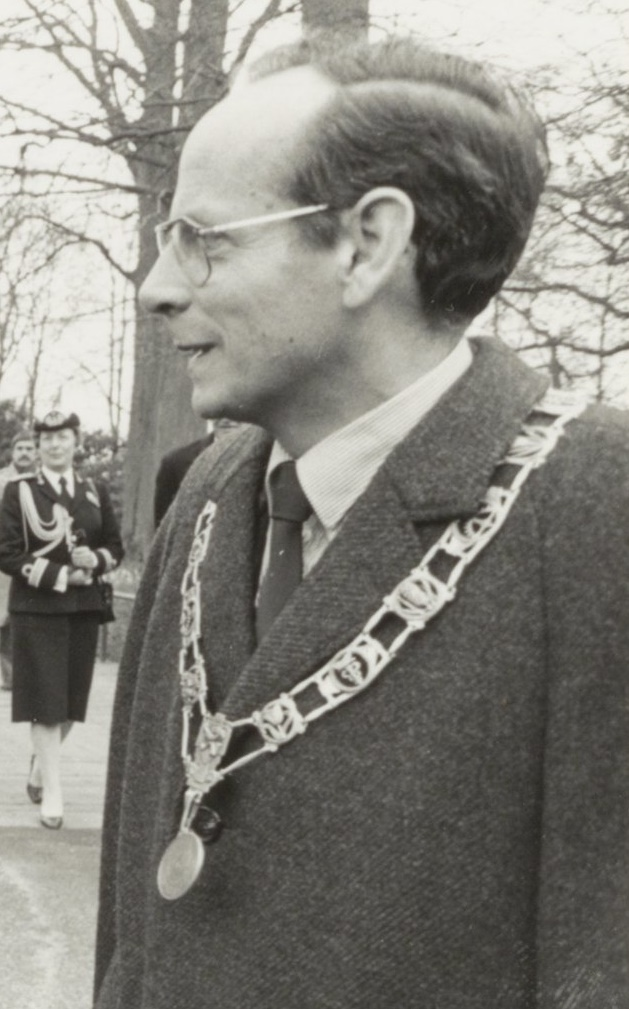
Burgemeester R.W.M. Gerrits (1983)

Reinier Wichtert Maria (René) Gerrits (Den Bosch, 6 oktober 1936) is een Nederlands voormalig politicus van de KVP en later het CDA.
Met zijn ouders verhuisde hij in 1951 naar Naarden. Hij is afgestudeerd in de rechten aan de Universiteit van Amsterdam en was vanaf 1963 zes jaar landelijk secretaris van de vereniging voor club- en buurthuiswerk. Daarnaast was hij van 1966 tot 1969 wethouder in Naarden. Vanaf midden 1966 is hij ook nog een jaar voorzitter van de KVP-jongerenorganisatie geweest. In juli 1969 werd Gerrits benoemd tot burgemeester van Grave en in 1977 volgde zijn benoeming tot burgemeester van Nuenen, Gerwen en Nederwetten. In juni 1981 werd hij de burgemeester van Lisse. Na langere tijd met ziekteverlof te zijn geweest, werd hem per 1 oktober 1984 op 47-jarige leeftijd vanwege ziekte ontslag verleend. Later was hij nog actief in bestuurlijke functies.